# Pieni Syrjäjärvi
Pieni Syrjäjärvi eller Syrjäjärvet är sjöar i Finland. De ligger i kommunen Suomussalmi i landskapet Kajanaland, i den nordöstra delen av landet, 600 km norr om huvudstaden Helsingfors. Pieni Syrjäjärvi ligger 232 meter över havet. Arean är 32,7 hektar och strandlinjen är 3,48 kilometer lång. Sjön  ingår i Uleälvens huvudavrinningsområde. 